# Оберкамергер

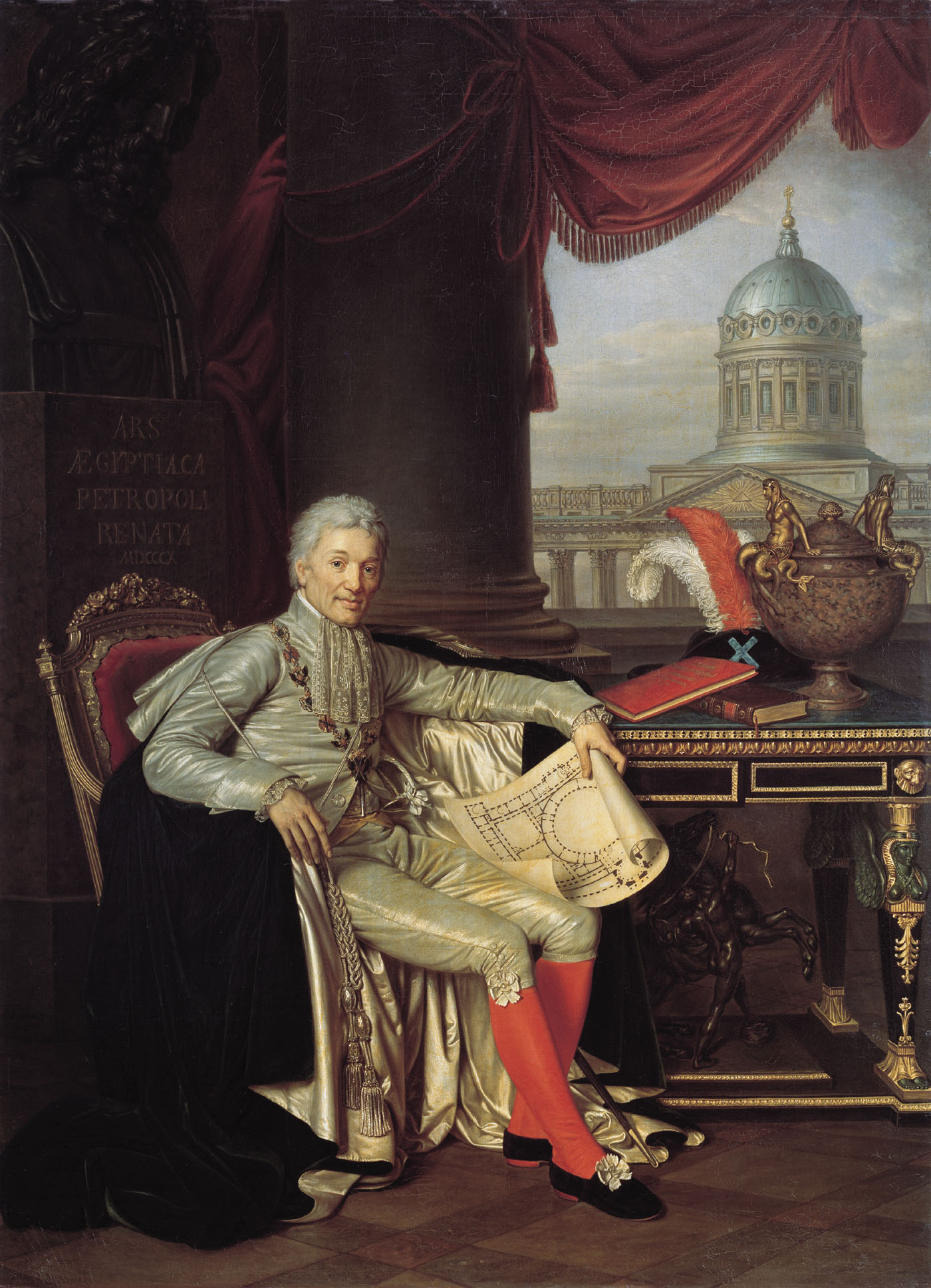
Оберкамергер Російської імперії граф Строганов О. С.

О́беркамерге́р (нім. Oberkammerherr) — придворний чин високого рангу в багатьох європейських монархіях, найвищий серед камергерів.
У Російській імперії введений у 1727. Старовинний російський чин — постільничий.
Керував придворними кавалерами і представляв членам Імператорського дому осіб, що отримали право на аудієнцію. Згідно з інструкцією 1762 р. на церемоніальних обідах рос. «когда Ея Императорское Величество кушать изволит на троне, обер-камергер поставит кресла и до тех пор за Ея Императорским Величеством стоит, пока изволит пить спросить, потом обер-камергер и прочие кавалеры поклонясь отходят, а кавалерам дежурным прикажет служить, а сам с прочими кавалерами садится за стол, где для него и кавалеров и места оставаться должны».
За XVIII ст. всього налічувалося 9 оберкамергерів, на 1 січня 1915 не було осіб, що носили цей придворний чин. У XVIII столітті оберкамергер фактично був найвищим чином Найвищого Двору, друга по суті особа після царюючого монарха.
У листопаді 1916 його отримав колишній голова Ради міністрів Б. В. Штюрмер.